# Aron Pumnul

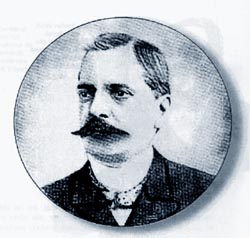
Aron Pumnul

Aron Pumnul (* 27. November 1818 in Cuciulata; † 24. Januar 1866 in Czernowitz) war ein österreichischer Rumänist.

## Leben und Werk
Pumnul wuchs in Siebenbürgen auf. Er studierte in Blaj und Klausenburg und wurde 1843 Gymnasiallehrer in Blaj. Ein Stipendium ermöglichte ihm ein Zusatzstudium in Wien. Als Teilnehmer der Rumänischen Revolution von 1848 in Siebenbürgen musste er fliehen. Er ging nach Czernowitz und war dort für den Rest seines Lebens der erste Lehrer für Rumänisch am k.k. I. Staatsgymnasium Czernowitz. Zu seinen Schülern gehörten Karl Emil Franzos und Mihai Eminescu.
Pumnul publizierte eine rumänische Grammatik sowie die erste Anthologie der rumänischen Literatur. Einem seiner Gedichte gab er den Titel La mormântul lui Aron Pumnul. In Czernowitz und in Cluj-Napoca erinnern Tafeln, Schulen und Straßen an ihn.

## Werke
- Lepturarĭŭ rumînesc cules de'n scriptorĭ rumînĭ, 3 Bde., Wien 1862–1865 (Anthologie)
- Grammatik der rumänischen Sprache für Mittelschulen, Wien 1864, Czernowitz 1882